# Endeis boehmi
Endeis boehmi är en havsspindelart som beskrevs av Schimkewitsch, W. 1890. Endeis boehmi ingår i släktet Endeis och familjen Endeididae. Inga underarter finns listade i Catalogue of Life.